# Watha
Watha è un comune degli Stati Uniti d'America, situato in Carolina del Nord, nella contea di Pender.